# MHC Drunen
MHC Drunen is een Nederlandse hockeyclub uit de Noord-Brabantse plaats Drunen.
De club werd opgericht op 14 maart 1974 en speelt op Sportpark De Schroef waar ook een tennis- en atletiekvereniging zijn gevestigd. Het eerste herenteam komt in het seizoen 2019/20 uit in de Tweede klasse van de KNHB, evenals het eerste damesteam.